# Пам'ятний знак «За воїнську доблесть»
Пам'ятний знак «За воїнську доблесть» — заохочувальна відзнака Міністерства оборони України, якою в.о. міністра оборони України М. Коваль нагороджував військовослужбовців Збройних Сил України під час проведення антитерористичної операції на сході України у 2014 році. Нагородження знаком також здійснював міністр оборони України В.Гелетей.
Наказом Міністерства оборони України від 11 березня 2013 року № 165 «Про відомчі заохочувальні відзнаки Міністерства оборони України», яким була введена нова система заохочувальних відзнак Міністерства оборони, відзнака «Пам'ятний знак „За воїнську доблесть“» не була передбачена.